# Сютё
Сютё, Сутё  или Акамитори (яп. 朱鳥 сютё:, сутё:, акамитори) — девиз правления (нэнго) японских императоров Тэмму и Дзито в 686 году.

## Продолжительность
Начало и конец эры:
- 20-й день 7-й луны 15-го года правления императора Тэмму (по юлианскому календарю — 14 августа 686 года);
- 9-й день 9-й луны 1-го года Сютё (по юлианскому календарю — 1 октября 686 года).

## Происхождение
Название нэнго было заимствовано из классического древнекитайского сочинения Ли цзи:「行前朱鳥而後玄武、左青龍而右白虎」.

## События
- 686 год (1-й год Сютё) Переименование столичного дворца в Асуке в дворец Киёмихара (яп. 飛鳥浄御原宮 асука киёмихара но мия);
- 686 год (2-й день 10-й луны 1-го года Сютё) — раскрыт заговор принца Оцу; он и его сообщники были арестованы[6];
- 686 год (3-й день 10-й луны 1-го года Сютё) — принц Оцу кончает жизнь самоубийством[6];
- 686 год (16-й день 11-й луны 1-го года Сютё) — сестра принца Оцу, принцесса Оки, удаляется в святилище Исэ[7];
- 686 год (17-й день 11-й луны 1-го года Сютё) — землетрясение[7].

## Сравнительная таблица
| Годы Сютё                 | 1    |
| Европейское летосчисление | 686  |
| Китайский календарь       | 丙戌 |